# Folo
Folo (in greco antico: Φόλος?, Phólos) è un personaggio della mitologia greca; era un Centauro che viveva nei pressi del monte Pelio.

## Aspetto
Aveva la barba sul viso e dalla testa al ventre aveva le sembianze di uomo mentre al posto delle gambe il suo corpo era quello di un cavallo.
A differenza di molti centauri Folo era saggio, ospitale e dai comportamenti civili nonché dedito allo studio delle stelle e della medicina.
Non essendo nato da delle divinità era un mortale.

## Genealogia
Era figlio di Sileno e della ninfa dei frassini Melia. Secondo alcuni autori però, il nome Melia indica una qualsiasi delle ninfe Meliadi e non quello di una singola ninfa.

## Mitologia
Viveva in una caverna nei pressi della città di Elis, nell'Arcadia, ed un giorno ebbe ospite Eracle a cui offri della carne arrostita. Quando l'ospite chiese del vino, sulle prime rispose che la giara apparteneva alla comunità dei centauri, poi finì con il farsi convincere ed una volta aperta ne fuoriuscì l'odore che si sparse attorno. Era vino molto forte ed il suo aroma finì per essere annusato anche dagli altri centauri che vivevano vicino e che, arrabbiandosi, si avvicinarono alla sua caverna armati di sassi ed abeti sradicati.
Ingaggiando battaglia, Eracle riuscì a respingerli e molti di loro caddero uccisi e Folo (che comunque era un centauro ed era stato la causa della battaglia), soccorse e seppellì i caduti fino a quando si ferì con una freccia avvelenata e morì a sua volta.
Secondo Apollodoro il centauro che morì durante la battaglia non fu Folo ma Chirone.
Per la sua dimostrazione di ospitalità gli dei lo posero tra le stelle nella costellazione del Centauro.
Dante lo ricorda nell'Inferno.
L'asteroide 5145 Pholus porta il suo nome.